# Eardwulf di Northumbria
Eardwulf (VIII secolo – 830 circa) fu re di Northumbria dal 14 maggio 796 all'806 quando fu deposto e mandato in esilio. Egli forse regnò una seconda volta dall'808 all'811 o all'812, forse addirittura fino all'830.
La Northumbria della fine dell'VIII secolo era teatro di aspre lotte fra diverse famiglie nobili. Nel 790 Æthelred I di Northumbria cercò di assassinare Eardwulf tanto che la sua sopravvivenza fu forse vista come segno di un favore divino. Nel 796 fu invece Æthelred ad essere assassinato e gli succedette Osbald di Northumbria che regnò per soli 27 giorni prima di essere sostituito da Eardwulf. Non si sa molto della sua famiglia d'origine se non che suo padre si chiamava come lui e che, probabilmente, di nobili origini. Egli era già sposato quando divenne re motivo per cui il nome della moglie non è stato registrato e può darsi che egli abbia poi sposato una delle figlie illegittime di Carlo Magno.
Nel 798 Eardwulf combatté una battaglia presso Billington Moor contro un uomo di nome Wada che fu forse tra gli uccisori di Æthelred, questi fu quindi sconfitto e spedito in esilio. Nell'801 Eardwulf combatté contro Cenwulf di Mercia forse perché questi aveva supportato altri pretendenti al trono di Northumbria. Eardwulf venne deposto nell'806 e, secondo le cronache franche, egli tornò nel proprio regno due anni dopo. Nessuna cronaca riporta con esattezza la data della fine del suo regno o della morte. L'811 e l'830 sono vere ipotesi. Forse venne sepolto nella chiesa di Santa Maria di Breedon on the hill

## Il contesto storico
Verso la fine dell'VIII secolo la Northumbria fu teatro di aspre lotte dinastiche per la successione al trono e questo portò con sé una serie di omicidi e deposizioni. Le fazioni più potenti erano quelle di Eadberht di Northumbria, Æthelwald Moll di Northumbria ed Alhred di Northumbria. Negli otto anni che precedettero la sua salita al trono tutte e tre queste linee dinastiche furono coinvolte in lotte per il trono, il 23 settembre 788 Ælfwald I di Northumbria, nipote di Eadberht, venne ucciso dal nobile Sicga († 22 febbraio 793) e suo cugino Osred II di Northumbria divenne re. Questi regnò per un anno solo quando Æthelred I di Northumbria, figlio di Æthelwald Moll, che già aveva regnato, ritornò al trono.
Alcuni re anglosassoni vennero assassinati dai membri della propria corte o mentre erano in guerra aperta con i propri rivali, ma nel complesso i dati sono scarsi, le prove a riguardo delle deposizioni sono ugualmente povere e nell'VIII secolo solo due offrono un vero e proprio contesto cui fare riferimento quella di Sigeberto del Wessex e del già citato Æthelwald Moll e in entrambi i casi il fatto pare essere frutto di una decisione presa da una qualche forma di concilio. La Northumbria non fu la sola a fare simili esperienze, anche la Mercia e il Wessex presentarono simili problemi durante l'VIII e IX secolo. Nel Wessex dalla morte di Centwine del Wessex nel 685 fino alla salita al trono di Egberto del Wessex nell'802 le relazioni fra i re sono assai poco chiare e solo pochi di essi sono collegati da un chiaro rapporto di parentela fra predecessore e successore. Lo stesso si può dire della Mercia che precipitò nel caos alla morte di Ceolred di Mercia nel 716 rimanendovi fino alla sua dissoluzione nel tardo IX secolo.
I re non erano figure solitarie, ma governavano in concerto con i nobili e i capi della chiesa, la Northumbria manca del corpo di documenti che invece è presente per i regni del sud e che fa luce su come venivano governati. Tuttavia, sono sopravvissute abbastanza prove per riuscire avere un'idea di com'era la vita politica. Quasi tutto quello che ci è pervenuto è scritto in latino, dove si usano le parole dux e patricius per descrivere i nobili più importanti; la parola dux viene tradotta dalla lingua inglese antica come ealdorman e si stima che nella Northumbria del tempo vi fossero circa 8 dux. Il titolo patricius viene tradotto come patrizio, che può essere considerato alla stregua di nobile, anche se nel tardo impero romano designava qualcuno di rango sociale molto elevato. Non è chiaro come venisse usato in Northumbria tale titolo se non che ne esisteva soltanto uno e non si sa se è perché veniva usato come sinonimo di dux o perché tale posizione fosse grossomodo equiparabile a quella del maggiordomo di palazzo in uso presso i Merovingi.
La chiesa in Northumbria era fra le più grandi proprietarie terriere, seconda solo al re che faceva capo all'arcivescovo di York e sotto di lui i tre vescovi, quello di Lindisfarne, di Hexham e di Whithorn. Queste persone mediamente mantenevano i loro incarichi per molto tempo il che voleva dire che un sovrano poteva trovarsi a lavorare con qualcuno nominato dal suo predecessore, cosa che poteva rendere difficili i loro rapporti.
A sud della Northumbria c'era la Mercia che sotto i regni di Aethelbald di Mercia, Offa di Mercia e Coenwulf divenne il regno anglosassone più potente, e di questi tre Offa fu a sua volta il sovrano di maggior rilievo. Il dominio di Offa fu assicurato anche da sapienti alleanze matrimoniali, le sue figlie si sposarono con Beorhtric del Wessex ed Æthelred di Northumbria. Nel tempo Carlo Magno mostrò interesse per la Northumbria: egli all'inizio governava sul regno dei Franchi e sul Regnum Italicum poi mise insieme un impero che andava dall'oceano Atlantico fino alla grande pianura ungherese. Strenuo difensore del papato, nella gerarchia della chiesa e nel pontefice trovò alleati la cui influenza si estendeva ben oltre la Northumbria. Nel 796 alcuni eventi accaduti nel sud della Britannia fanno pensare a una lotta fra Offa e Carlomagno, ma la disparità fra i due rende Offa la figura di minor rilievo nel confronto. Alcune prime evidenze di un rapporto amichevole fra i due sono stemperate da segni di tensione: Carlo Magno diede asilo presso la propria corte a due esiliati britannici, Eadberht III Præn ed Egberto del Wessex. Il primo governò brevemente sul regno del Kent dopo la morte di Offa prima di essere deposto da Coenwulf, maggior successo lo ebbe Egberto che prese il trono del Wessex nell'802. Gli interessi dei franchi non corrisposero sempre a quelli dei merciani, motivo per cui Carlo Magno passò poi ad appoggiare gli avversari di Offa, cioè la Northumbria. L'appoggio che Carlo Magno diede al regno può essere visto come il tentativo di controbattere all'influenza merciana nel sud del paese, un'area che aveva legami di lunga data con i Franchi. Altri suggeriscono che tale interesse nacque per contenere l'avanzata dei vichinghi i cui primi raid in Northumbria risalgono al decennio del 790. È altresì possibile che Carlomagno vedesse la Britannia come facente parte della sua sfera d'influenza che una volta era parte dell'impero romano. Inizialmente sia Carlo Magno che Offa avevano interesse a supportare Æthelred che di Offa era il genero, poco prima che questi venisse ucciso dei doni arrivarono nel regno dei Franchi, ma quando Carlo Magno seppe del suo omicidio s'infuriò e minacciò ritorsioni contro la Northumbria. Il suo ambasciatore, già sulla strada di casa, fu richiamato perché riportasse i doni in Northumbria. Nel tempo tuttavia Carlo Magno divenne un sostenitore di Eardwulf, tanto che si dice che egli ne abbia sposato una figlia, se così fu doveva trattarsi di una delle sue figlie illegittime poiché i matrimoni di quelle legittime sono stati tutti registrati. Coenwulf, che divenne re di Mercia poco dopo l'ascesa di Eardwulf combatté con lui nell'801.

## Il regno
Eardwulf non fu, per quanto ne sappiamo, collegato ad una delle fazioni che si contendevano il trono nella metà del decennio del 790. Di lui non sappiamo molto: Simeone di Durham nella sua History of the kings opera basata sulle cronache del tardo X secolo ad opera del monaco Byrhtferth (970 circa-1020 circa) riporta che Eardwulf portava lo stesso nome del padre e che entrambi portavano il titolo di dux. Alcuni storici vogliono che egli discenda da un uomo a nome Eanwine ucciso, secondo Simeone, nel 740 per volere di re Eadberht e questo Eadwine viene fatto coincidere con uno dei figli di Eadwulf di Northumbria. Il padre di Eardwulf sarebbe uno di quegli Eardwulf di cui Simeone riporta la morte nel 774 e 775. Eardwulf padre pare essere stato nemico di Æthelred ed egli sale alle cronache nel 790 quando, per suo ordine, secondo Simeone, fu preso e portato a Ripon perché fosse ucciso. Lasciato, forse ritenuto morto, presso una chiesa, venne trovato vivo durante la notte. In una lettera che lo stesso Eardwulf ricevette da Alcuino di York si può ritenere che all'epoca la sua guarigione, o mera sopravvivenza, potesse essere stata vista come miracolosa.
Dove dopo egli si sia recato non si sa, certamente fu più fortunato dei figli di Ælfwald che vennero uccisi nel 791, sempre per ordine di Æthelred, un anno dopo anche Osred II di Northumbria venne ucciso per volere di Æthelred e infine fu lui stesso a cadere nel 796, forse nei pressi di Corbridge, in una cospirazione ordita dal dux Ealdred. Quindi al suo posto salì al trono Osbald di Northumbria che dopo solo 27 giorni venne deposto e fu costretto a fuggire presso i Pitti con pochi seguaci al seguito.
Eardwulf salì al trono il 14 maggio 796 e la cronaca anglosassone vuole che sia stato consacrato da Eanbald († 796), arcivescovo di York, e dai vescovi Æthelberht di Whithorn († 797), Beadwulf ed Higbald of Lindisfarne († 24 giugno 803) presso la cattedrale di York il 26 maggio.
Si desume che Eardwulf fosse all'epoca già ammogliato poiché Alcuino lo rimprovera per aver lasciato la moglie per una concubina poco dopo l'incoronazione e questo rese teso il suo rapporto con il nuovo arcivescovo Einbald II. Alcuino, mentre condannava l'oppressione laica a carico della chiesa mostrava sorpresa del fatto che, mentre Einbald II viaggiava, fosse accompagnato da un vasto seguito inclusi dei soldati e che egli ricevesse e proteggesse i nemici del re. Einbald era forse in conflitto con Eardwulf circa delle proprietà, ma è anche possibile che egli supportasse altri avversari per il possedimento della corona.
Nonostante il defunto Æthelred fosse stato nemico di Eardwulf i suoi assassini non si mostrarono per questo suoi amici, uno di questi, Wada, combatté contro di lui nel 798 nei dintorni di Whalley, attuale Lancashire e fu quindi costretto a cercare riparo in Mercia. Egli cercava forse di appoggiare il ritorno di Osbald le cui ambizioni possono essere riscontrate in alcune lettere che gli scrisse Alcuino in cui questi cercava di dissuaderlo dal tentare di mettere mano negli affari della Northumbria. Le sue parole forse ebbero successo giacché sappiamo che Osbald era un abate nel 799 anno in cui ne viene registrata la morte.
Altre due sfide attesero Eardwulf negli anni seguenti e tutte provenienti da quelle famiglie nobiliari che avevano combattuto per il trono anni addietro. Sempre nel 799 un dux di nome Moll venne ucciso su ordine di Eardwulf e il suo nome suggerisce una parentela con Æthelred (il cui padre era Æthelwald Moll di Northumbria). L'anno dopo a morire fu Alhmund di Northumbria, la sua uccisione fece clamore tanto che a Derby si iniziò a venerarlo come santo. Dietro lo sfortunato Alhmund potrebbe esserci stato il supporto di Cenwulf di Mercia, i due fecero poi pace ed Eardwulf venne quindi deposto in circostanze non note nell'806. Lettere intercorse fra Carlo Magno e papa Leone III suggeriscono che dietro la sua detronizzazione vi fosse la mano di Cenwulf. Secondo Ruggero di Wendover che scrisse nel XIII secolo a succedergli fu Ælfwald II di Northumbria del cui regno non restano testimonianze scritte e sopravviva solo qualche moneta coniata in quel periodo.
Come mostra il caso di Ælfwald le fonti scritte sono poche e spesso scritte molto tempo dopo i fatti per le prove archeologiche le cose sono diverse. Le monete anglosassoni spesso portavano il nome del sovrano per ordine del quale erano state coniate e talvolta persino il nome della zecca da cui provenivano. Le monete di Northumbria portano il nome di York quale luogo di provenienza e quella del magistrato monetario che le aveva prodotte. Il loro peso e il contenuto in argento può essere comparato con quello di altri regni portando un indizio delle condizioni economiche del regno in questione e lo stile e la taglia possono far luce sullo stile culturale del regno dove furono coniate comparato con i regni vicini e le altre forme d'arte.
Quel che resta delle monete del IX secolo è di considerevole valore, mentre le fonti scritte sono per lo più scomparse. Dal 740 fino alla fine del regno le monete vennero prodotte dalla maggioranza dei sovrani anche se in quantità variabile, del regno di Eardwulf non sono state scoperte recentemente delle monete il che potrebbe indicare un periodo di instabilità politica o forse che il regno s'era impoverito per via dei tribubiti che si dovevano versare ai re di Mercia. Benché non si sappia se sotto il suo regno il conio si fosse realmente fermato, due monete appartenenti a lui sono state trovate attorno al 1990, il numero di nuove monete pare fosse significativamente calato e solo sotto il regno di suo figlio Eanred di Northumbria la zecca riprese a funzionare maggiormente.

## L'esilio (e il secondo regno?)
Come molti altri suoi predecessori, una volta deposto Eardwulf, scelse l'esilio, a differenza di altri sovrani che, avendo legami con Lindisfarne, avevano scelto di svernare presso i Pitti, egli scelse il sud recandosi a Ripon. Da lì partì poi per Roma e si recò anche alla corte di Carlo Magno come dimostrato da alcune lettere superstiti di papa Leone III.
Alcune fonti franche dicono chiaramente che infine Eardwulf tornò al proprio regno, tuttavia le fonti anglosassoni tacciono su un suo secondo regno, gli storici quindi non sono in accordo sul fatto che Eardwulf abbia a sua volta spodestato Ælfwald (regnando quindi nuovamente fra l'808 e l'812 circa) o se fu il regno di suo figlio Eanred di Northumbria a cominciare nell'808. Studi recenti che si basano su un penny ritrovato e risalente all'epoca di Eanred e che si può datare a non prima dell'850 circa pone il susseguirsi dei re di Northumbria in una linea temporale diversa. Prendendo per buona questa datazione, il regno di Eardwulf non sarebbe terminato prima dell'830, e non quindi vent'anni prima, dal che andrebbero ridatati anche i sovrani seguenti, Eanred dall'830 all'854, Æthelred II di Northumbria fino all'862, un interregno di Rædwulf di Northumbria nell'858 e infine Osbeorht di Northumbria fino all'867. La data di morte di Eardwulf non è nota, la si pone attorno all'830.